# Germannsberg
Germannsberg ist ein Gemeindeteil der niederbayerischen Gemeinde Büchlberg im Landkreis Passau. Es handelt sich um einen Weiler mit 39 Einwohnern.

## Lage
Germannsberg liegt im Abteiland an der Landkreisgrenze zum Landkreis Freyung-Grafenau etwa vier Kilometer nordöstlich von Büchlberg auf einer Erhebung östlich der Bundesstraße 12.

## Geschichte
Der Name Germannsberg erscheint im Laufe der Geschichte auch als Germundberge, Germunsperge, Germuntsperg oder Germannsperig. Der Ortsteil ist eng mit der Ortschaft Denkhof verbunden. Er ist im 12. Jahrhundert als grundherrschaftlicher Justizbereich nachweisbar.
Schon Ende des 12. Jahrhunderts bis 1220 nannte sich ein hochstiftischer Ministeriale Albero nach Germannsberg (Germundsberge).
In seinen Händen befand sich ein grundherrschaftlicher Gerichtsbezirk (iudicium), der der Hochvogtei des Bischofs unterstand und als Dienstlehen an den Germannsberger ausgegeben worden war.
Der letzte Griesbacher, Heinrich von Waxenberg, übte in Germannsberg die Hochvogtei aus. Diese ging nach seinem Tod an den Passauer Bischof. Als die Germannsberger Ende des 13. Jahrhunderts ausstarben, wurden – neben anderen – zwei Lehen in Germannsberg Hof vakant.
Ende des 14. Jahrhunderts war Germannsberg in der Hand der Urleinsberger, die nach dem Aussterben der Germannsberger mit dem Ministerialensitz belehnt wurden.
Zur Beendigung eines Streites verkaufte Peter Urleinsberger von Germannsperig 1400 die folgenden bischöflichen Lehen:
- seinen Sitz Germannsperig (= Denkhof)
- die Mühle unter dem Berg (= Kothmühle)
- eine Sölde zu dem Hof (= Germannsberg)
- die Fischweide unter dem Berg
- den Schirm über die Widem, die zu der Kapelle gehört (Denkhof)
- die Hofwiese zu Germannsberg
- das Gut zu Gaispach
- die Mühle zu Saespach (Saßbachmühle)
- ein Gut zu Prünst (Außernbrünst)

an Christian den Watzmannsdorfer zu Leoprechting.
So gehörte Germannsberg zu den 200 Anwesen, die die Watzmannsdorfer zwischen 1361 und 1493 erwarben.
Hof und Hofmark Germannsberg, Mühle, Fischwasser, Hofwiese und vier Güter im Hof zu Germannsberg erschienen im Verzeichnis der Lehen, die Georg Watzmannsdorfer 1490 bis 1500 von Bischof Christoph erhielt. 1553 war Georg Trauner, einer der Erben der Watzmannsdorfer, Besitzer von Germannsberg. 1575 erschien Germannsberg als "Hofmark Germannsberg oder Tenkhof" in einem Verzeichnis der hochstiftischen Hofmarken. 
Demnach war das heutige Denkhof Sitz der Hofmark.